# Passage de Richelieu
Le passage de Richelieu est une voie du 1er arrondissement de Paris, en France.

## Situation et accès
Le passage de Richelieu est situé dans le 1er arrondissement de Paris. Il débute au 15, rue de Montpensier et se termine au 18, rue de Richelieu.

## Origine du nom
Le passage tient son nom de sa proximité avec la rue de Richelieu, elle-même axe principal d'un lotissement créé à l'initiative du cardinal de Richelieu, dont le passage fait partie.

## Historique
Cette voie privée est ouverte en 1787 sous le nom de « passage de Bretagne », du nom d'un hôtel meublé qui était situé au 23 de la rue de Richelieu.
Cette voie fait partie des passages ouverts en 1787 pour donner aux habitants de la rue de Richelieu un accès facile au jardin du Palais-Royal.
Il prend sa dénomination actuelle par un arrêté du 1er février 1877.

## Pour approfondir